# Örby slott
Örby slott – dzielnica (stadsdel) Sztokholmu, położona w jego południowej części (Söderort) i wchodząca w skład stadsdelsområde Älvsjö. Graniczy z dzielnicami Östberga, Stureby, Örby, Älvsjö i Liseberg.
Według danych opublikowanych przez gminę Sztokholm, 31 grudnia 2020 r. Örby slott liczyło 1985 mieszkańców. Powierzchnia dzielnicy wynosi 0,67 km².